# The Last Boy on Earth
The Last Boy on Earth es una película argentina de ciencia ficción dirigida por Nicolás Onetti. Filmada en locaciones de Azul y Epecuén, fue presentada como adelanto en el Festival de Cine de Cannes en 2021 y llegó a la plataforma Amazon Prime en 2023.
El filme está conformado por ocho segmentos adicionales, dirigidos por Will Kindrick, Dino Julius, Thierry Lorenzi, Daniel Rübesam, Rob McLellan, Mónica Mateo y Luka Hrgovic.

## Sinopsis
En un futuro distópico, un enigmático niño emerge como la figura central que puede traer nuevas esperanzas a una humanidad derrotada. Sin embargo, nadie puede garantizar que el niño no esconda un peligro mucho mayor.

## Reparto
- Camilo Levigne
- Raymond E. Lee
- Hugo Quiril
- Pablo Vilela
- Carole Brana
- Arben Bajraktaraj